# Tomba degli Aninas

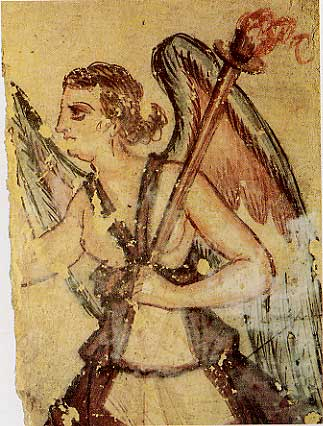
Darstellung der Vanth

Die Tomba degli Aninas (auch Tomba degli Anina; „Grab der Aninas“; sie trägt die Nummer 5051) ist ein ausgemaltes etruskisches Grab. Das Grab wurde im Jahr 1963 in der Nekropole Fondo Scataglini – einem Bezirk in der größeren Monterozzi-Nekropole – bei Tarquinia in der italienischen Provinz Viterbo gefunden und war beraubt. Es datiert wahrscheinlich in das 3. oder 2. Jahrhundert v. Chr.
Das Grab besteht aus einem einzigen unterirdischen, recht großen Raum. Um die Wände herum befinden sich Bänke auf drei Ebenen. Auf diesen Bänken stehen Sarkophage, teilweise mit figürlichen Deckeln, die die Toten liegend auf einer Kline zeigen. Andere Sarkophage sind in den Stein der Bänke hineingehauen. Die Wände der Kammer sind bemalt und zeigen einzelne Figuren. Es wird vermutet, dass diese nicht alle bei der Errichtung des Grabes, sondern jeweils bei einer neuen Bestattung angebracht wurden. Die Farben auf einigen Sarkophagen entsprechen denen einzelner Figuren auf den Wänden. Auch sind die Figuren stilistisch recht uneinheitlich. Inschriften an den Wänden bezeugen, dass das Grab von Larth Anina erbaut und dann über mindestens drei Generationen genutzt wurde. Die wohl beiden ältesten Figuren finden sich links und rechts vom Eingang. Hier sind die Unterweltsgöttin Vanth und gegenüber Charun dargestellt.
Der einstige Zugang zum Grab ist schon in der Antike stark verändert worden. Hier gab es möglicherweise einst wie in den meisten Grabanlagen dieser Zeit eine Treppe. Später wurde jedoch ein großer, in den Fels gehauener Hof angelegt.